# Familie Bundschuh
Familie Bundschuh ist eine Fernsehfilmreihe des ZDF von und mit Andrea Sawatzki. Sawatzki und Axel Milberg verkörpern in den Hauptrollen das Ehepaar Gundula und Gerald Bundschuh. Die Filme werden seit Dezember 2015 montags im Rahmen des Fernsehfilms der Woche in unregelmäßigen Abständen ausgestrahlt. Die ersten vier Filme sowie der sechste basieren auf den gleichnamigen Romanen von Sawatzki. Produziert werden die Filmkomödien von Ziegler Film.

## Figuren
Gundula Bundschuh geb. Schultze hält als Hausfrau die Fäden des Familienbetriebs in der Hand. Sie versorgt die Kinder, kocht, backt, putzt und organisiert die Familientreffen.
Gerald Bundschuh arbeitet beim Finanzamt und liebt seine Schallplattensammlung deutscher Schlager. In seiner Jugend war er einmal Landesmeister im Minigolf. Er verlässt sich bei allen organisatorischen Angelegenheiten ganz auf seine Frau.
Sohn Rolfi studiert in Amerika und überrascht seine Eltern mit Hochzeitsplanung mit der hochschwangeren Afroamerikanerin Candy, die dann aber ausfällt, weil Vater Reginald ihr ihren Ex-Freund – und Vater ihres Kindes – wieder ans Herz gelegt hat.
Tochter Ricarda „Ricky“  ist ein Teenager mit eigenem Kopf. Nach ihrer Schulzeit zieht sie in eine Wohngemeinschaft.
Matz, der jüngste Sohn der Bundschuhs, ordnet sich mehr oder weniger artig in das Familienleben ein. Später wächst sein Selbstbewusstsein, und er setzt sich für den Klimaschutz ein.
Gundulas Bruder Hans-Dieter „Hadi“ Schultze ist nicht nur ein erfolgloser Esoterik-Schriftsteller, sondern auch ein Hypochonder. Seine Ehefrau Rose ist fromm, was sie aber schnell vergisst, wenn sie etwas Alkohol getrunken hat. Gerald hält beide für Nervensägen und ist wenig erfreut, als sie eines Tages aus zunächst unklaren Gründen ihren schwäbischen Wohnort, Memmingen, verlassen und sich bei Gundula und Gerald einquartieren wollen. Nach einem Fehltritt mit dem dunkelhäutigen US-Amerikaner Reginald, Rolfis Fast-Schwiegervater, wird Rose schwanger und bringt ein dunkelhäutiges Kind zur Welt, Edi Barak.
Vater Edgar Schultze kämpft mit einer beginnenden Alzheimer-Erkrankung, die sich später verstärkt, sodass Gundula ihren Vater zuletzt zur Pflege zu sich nimmt, bis er stirbt.
Mutter Ilse Schultze zankt sich mit Geralds Mutter Susanne, wo sie nur kann. Sie meint, alles besser zu wissen, und leidet darunter, dass niemand bemerkt, wie schwer sie es eigentlich hat. Sie befürchtet, eines Tages an Alzheimer zu erkranken, und beschließt einen Neuanfang, indem sie das leerstehende Nachbarhaus der Bundschuhs erwirbt und eine Therapie bei Herrn Mussorkski beginnt.
Geralds Mutter Susanne betreibt drei Wäscheboutiquen (eine davon auf Mallorca), in denen sie reizvolle Dessous verkauft, die das Liebesleben  stimulieren. Sie ist eine Lebefrau mit Alkoholproblem, das sie aber schließlich in den Griff bekommt. Mit ihrer Art, zu leben und Geld auszugeben, nervt sie besonders Gundulas Mutter Ilse, die in allem Konsequenz fordert.
Herr Mussorkski ist Atemtherapeut und der Nachbar der Bundschuhs. Gundula sucht stets, wenn sie nicht mehr weiter weiß oder jemanden zum Reden braucht, seine Nähe und malt sich aus, wie es wäre, eine Affäre mit ihm zu beginnen.

## Besetzung

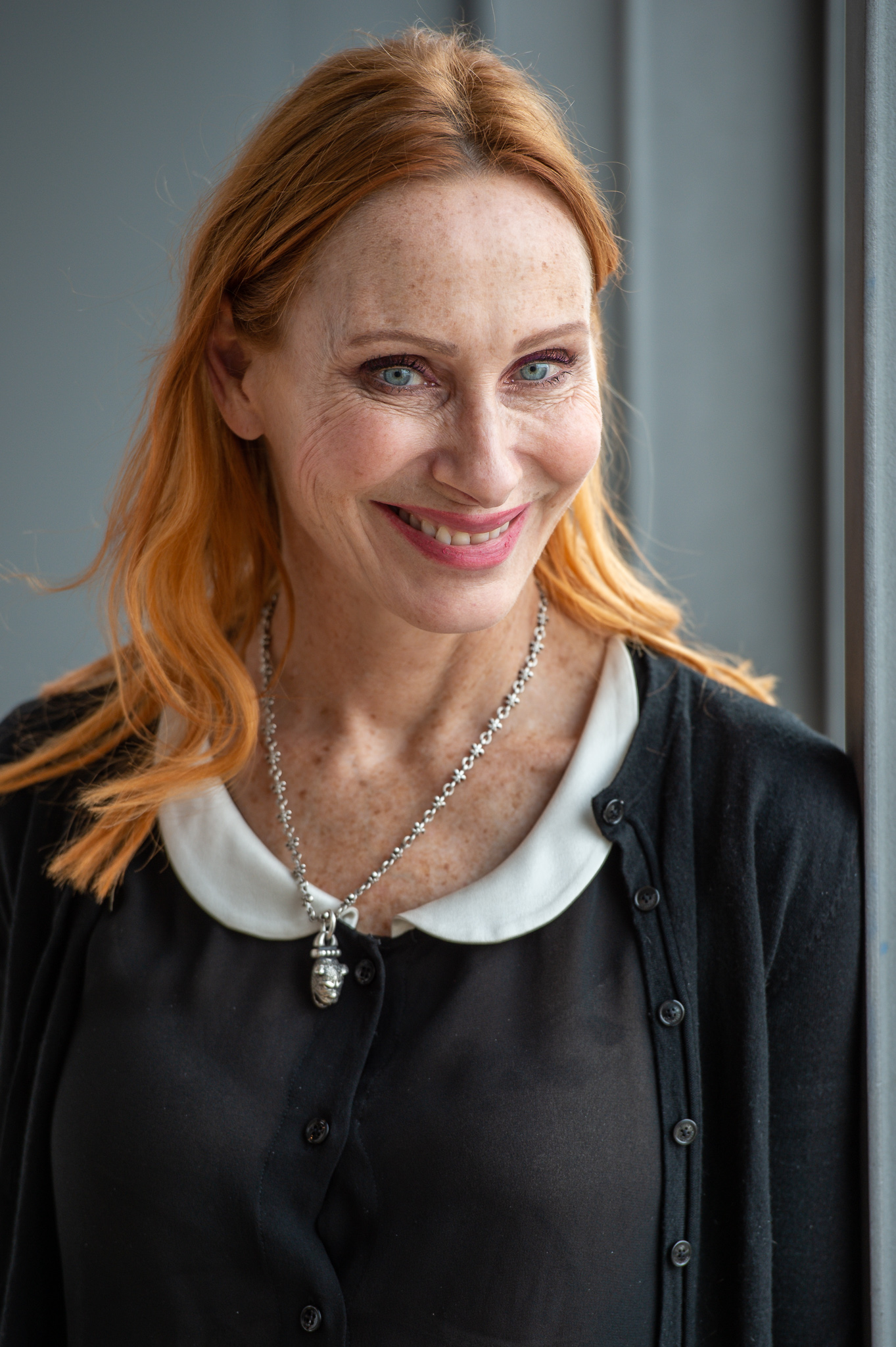
Andrea Sawatzki
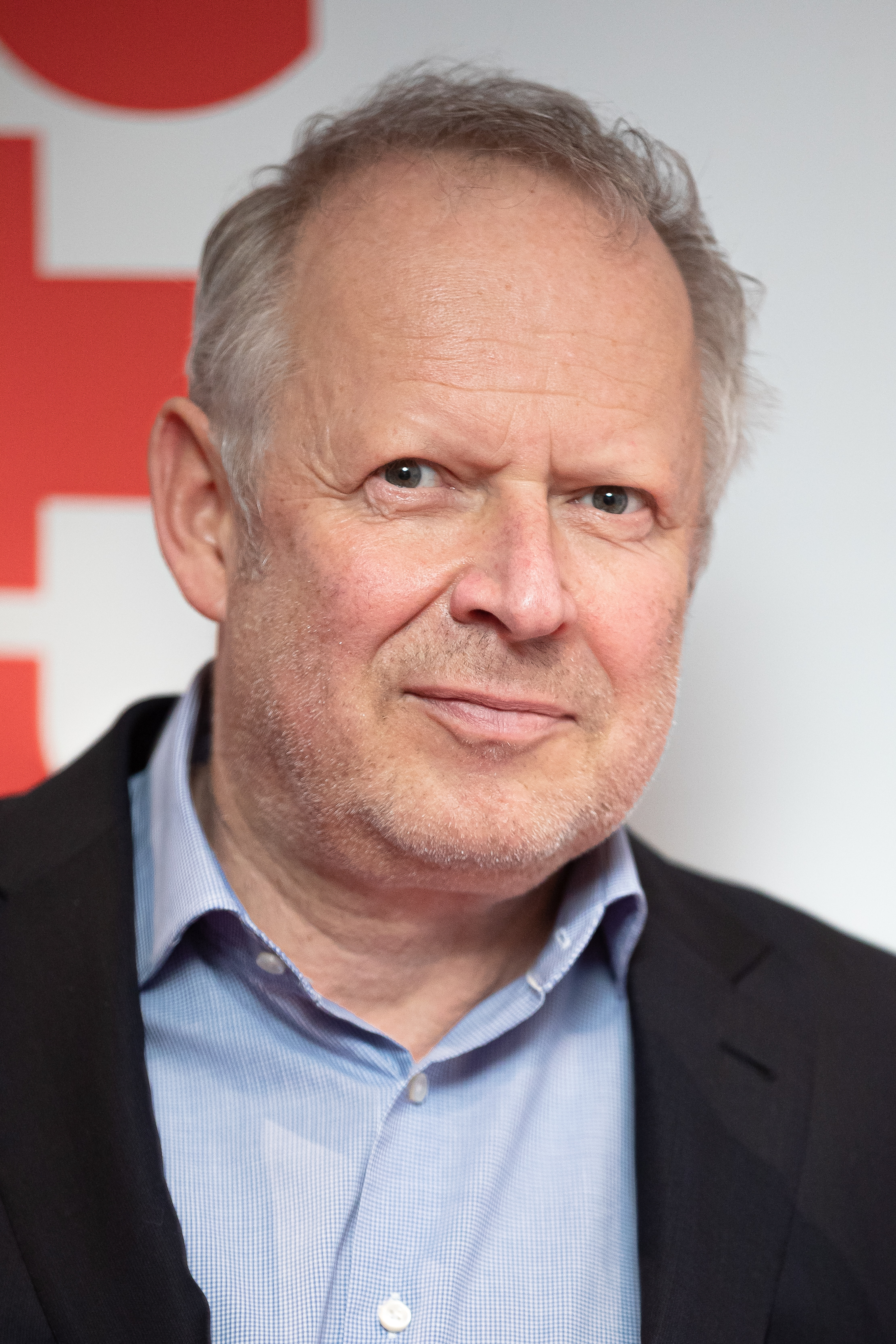
Axel Milberg
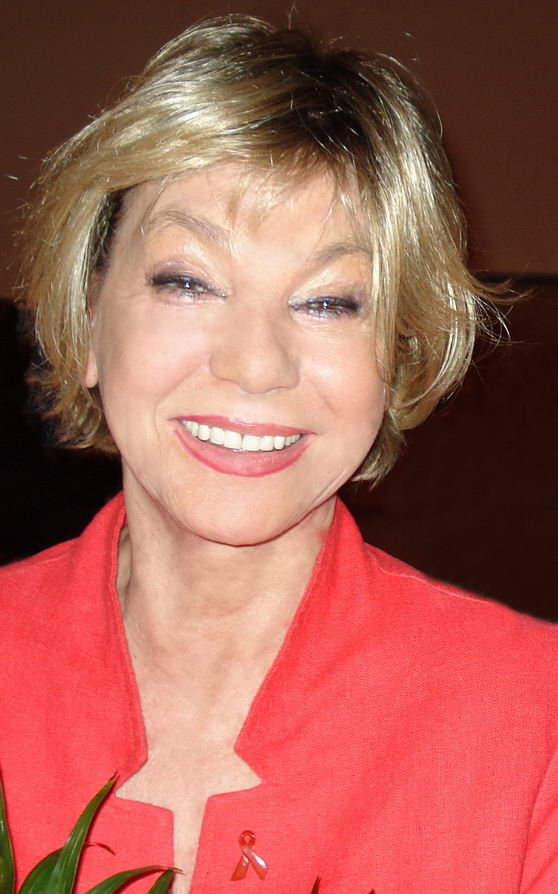
Judy Winter
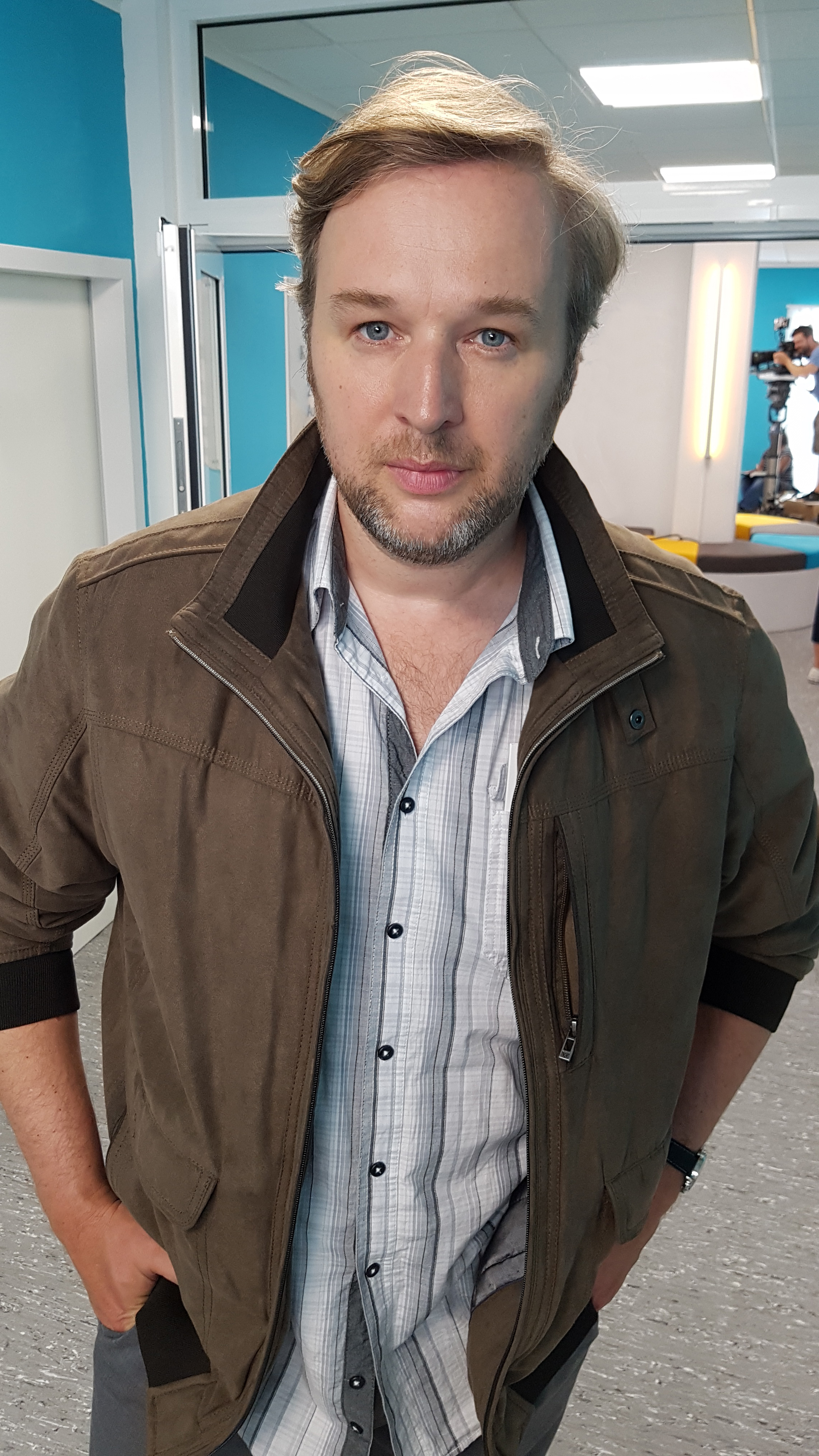
Stephan Grossmann
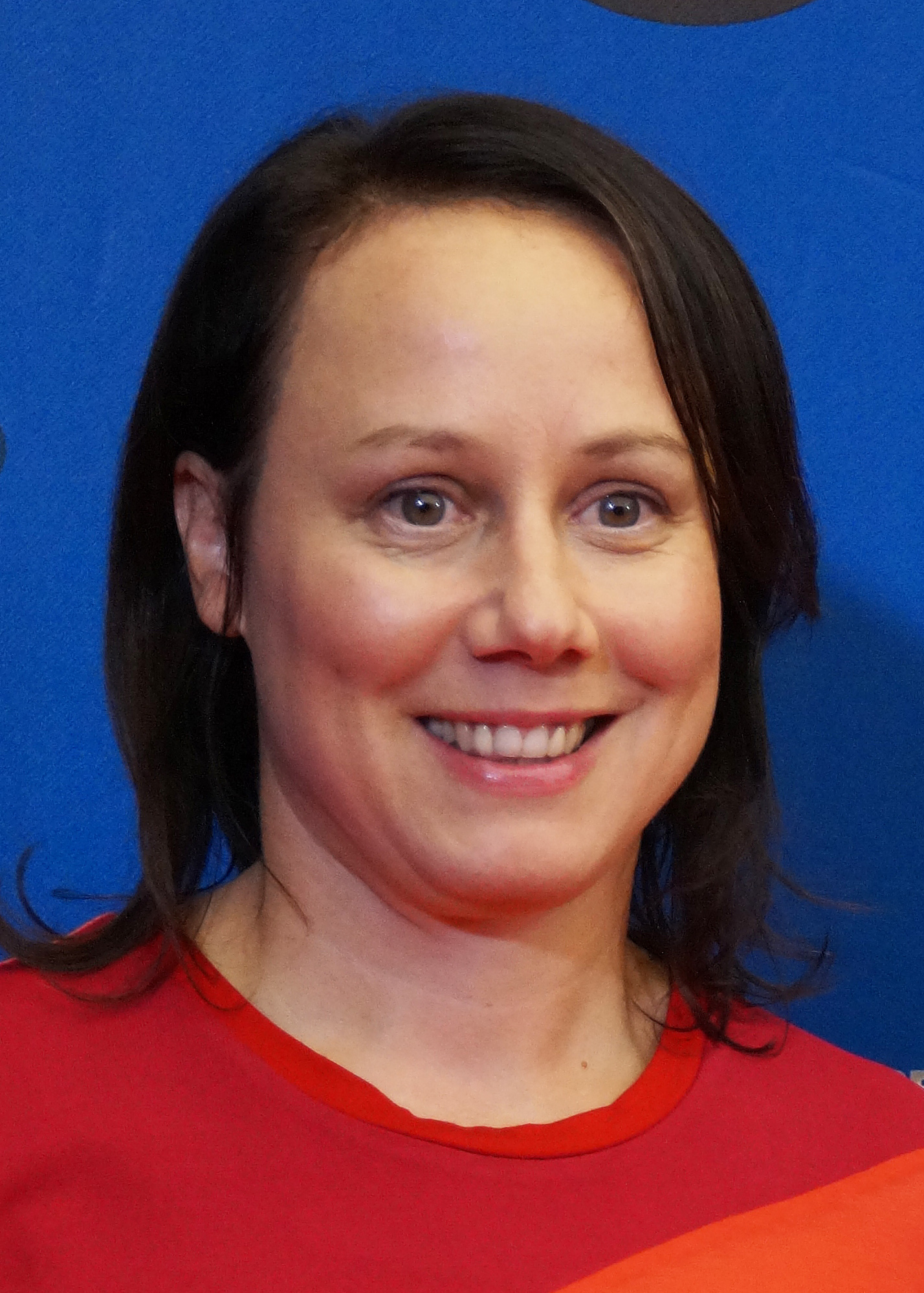
Eva Löbau
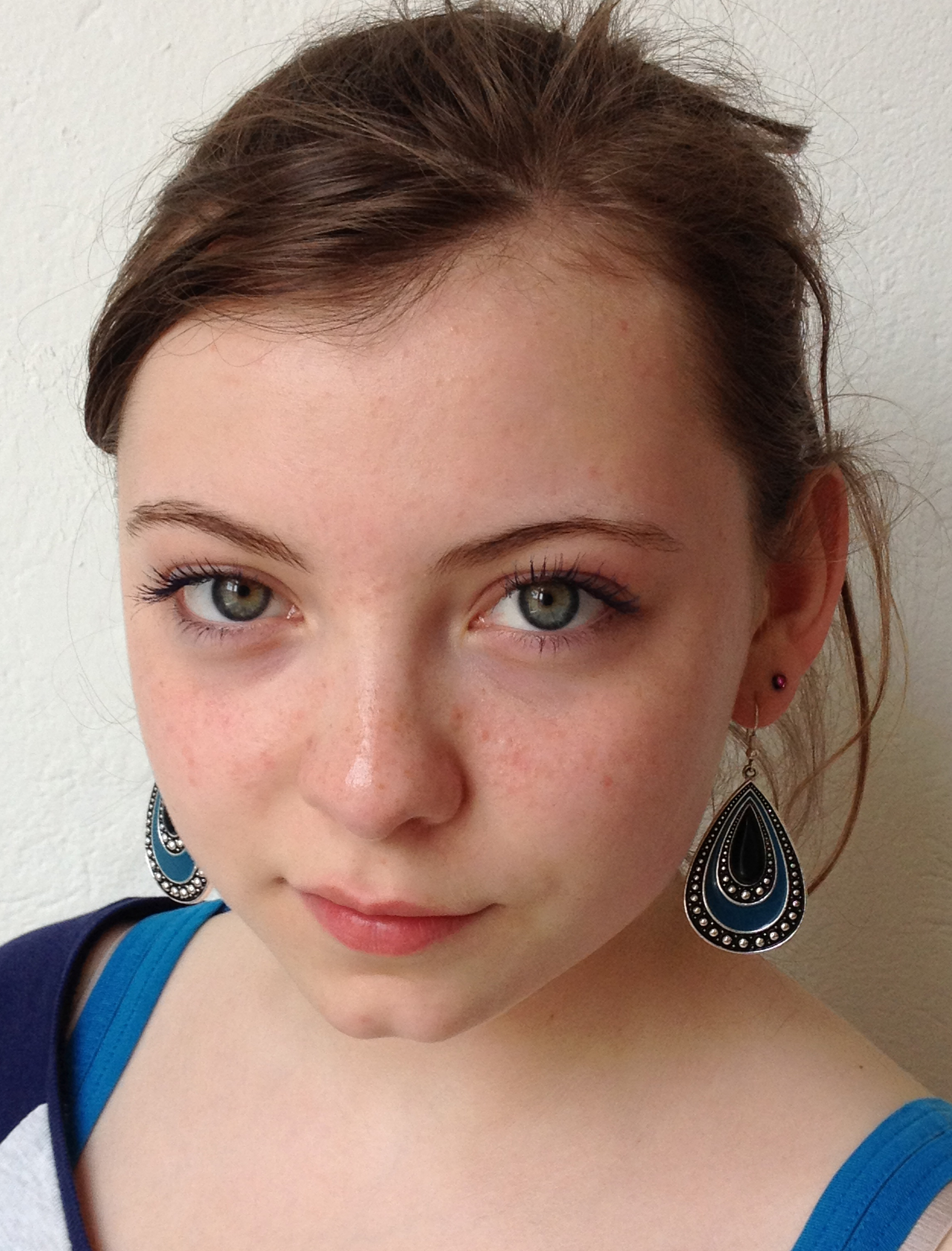
Amber Bongard
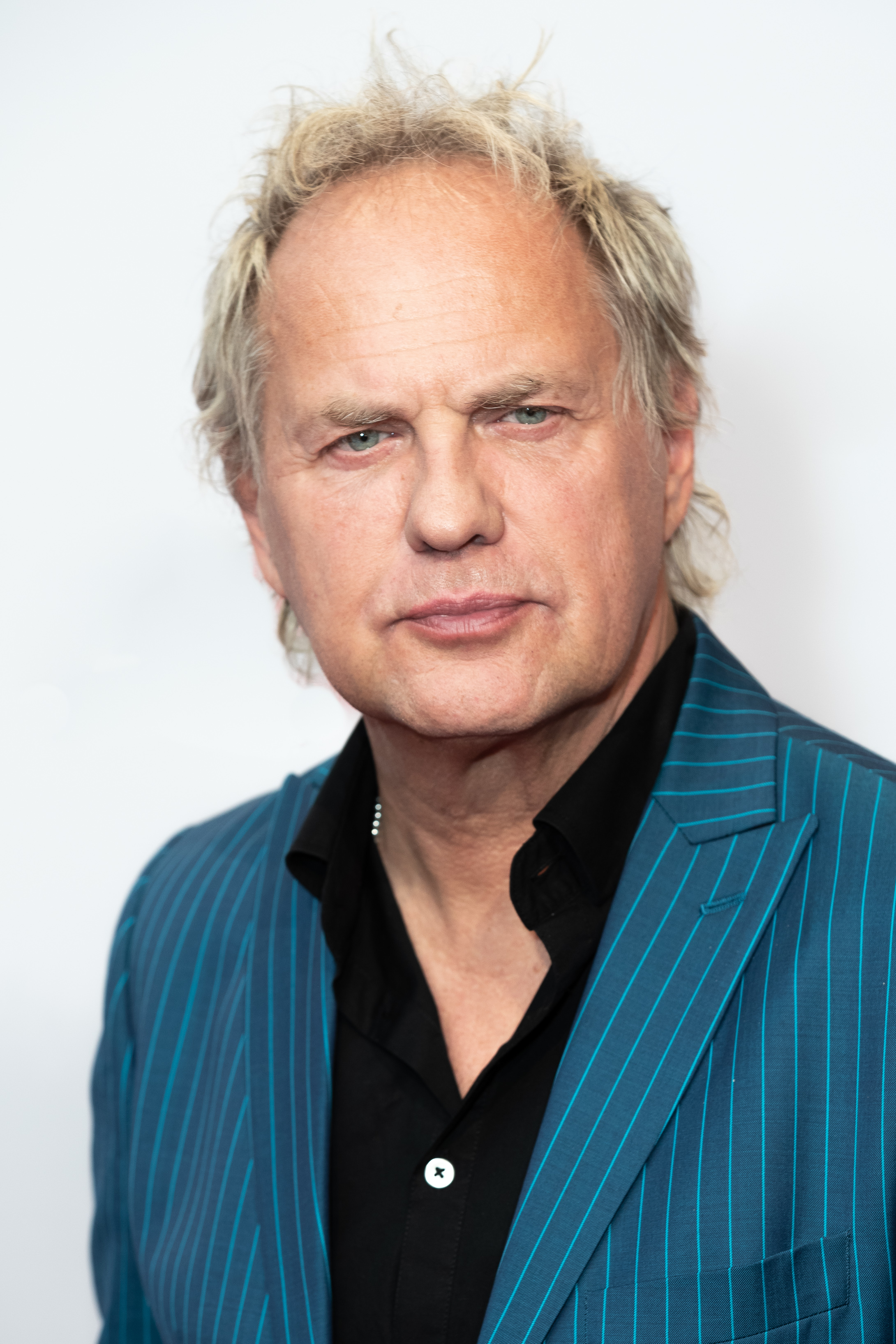
Uwe Ochsenknecht

| Schauspieler         | Folgen   | Rolle                       | Bemerkungen                                                           |
| -------------------- | -------- | --------------------------- | --------------------------------------------------------------------- |
| Andrea Sawatzki      | 1–       | Gundula Bundschuh           | Frau von Gerald, Mutter von Ricarda und Rolfi und Matz                |
| Axel Milberg         | 1–       | Gerald Bundschuh            | Mann von Gundula, Vater von Ricarda und Rolfi und Matz, Finanzbeamter |
| Christine Schorn     | 1        | Ilse Schultze               | Mutter von Gundula                                                    |
| Thekla Carola Wied   | 2–6      | Ilse Schultze               | Mutter von Gundula                                                    |
| Günther Maria Halmer | 1–2      | Edgar Schultze †            | Vater von Gundula, stirbt nach jahrelanger Demenz                     |
| Judy Winter          | 1–       | Susanne Bundschuh           | Mutter von Gerald                                                     |
| Stephan Grossmann    | 1–       | Hans-Dieter „Hadi“ Schultze | Bruder von Gundula, Mann von Rose                                     |
| Eva Löbau            | 1–       | Rose Schultze               | Frau von Hans-Dieter „Hadi“                                           |
| Amber Bongard        | 1–5      | Ricarda Bundschuh           | Tochter von Gundula und Gerald, Schwester von Rolfi und Matz          |
| Claudio Schulte      | 1–2      | Matz Bundschuh              | jüngster Sohn von Gundula und Gerald, Bruder von Rolfi und Ricarda    |
| Mathis Wernecke      | 3, 5     | Matz Bundschuh              | jüngster Sohn von Gundula und Gerald, Bruder von Rolfi und Ricarda    |
| Levis Kachel         | 4, 6–    | Matz Bundschuh              | jüngster Sohn von Gundula und Gerald, Bruder von Rolfi und Ricarda    |
| Oskar Bökelmann      | 3        | Rolfi Bundschuh             | ältester Sohn von Gundula und Gerald, Bruder von Ricarda und Matz     |
| Uwe Ochsenknecht     | 1–2, 4–6 | Herr Mussorkski             | Nachbar von Familie Bundschuh, Therapeut von Gundula                  |

Anmerkungen:
1. ↑  Christine Schorn musste aus gesundheitlichen Gründen umbesetzt werden. Fünf Tage vor Drehbeginn des zweiten Films stieß Thekla Carola Wied als Ersatz für sie zum Cast hinzu und wurde auch für die weiteren Filme besetzt.

## Episoden
| Nr. | Originaltitel                        | Erstausstrahlung | Regie                 | Drehbuch         | Zuschauer             | Romanvorlage                                     |
| --- | ------------------------------------ | ---------------- | --------------------- | ---------------- | --------------------- | ------------------------------------------------ |
| 1   | Tief durchatmen, die Familie kommt   | 21. Dez. 2015    | Vivian Naefe          | Mathias Klaschka | 6,54 Mio. (20,3 % MA) | Tief durchatmen, die Familie kommt, Oktober 2013 |
| 2   | Von Erholung war nie die Rede        | 25. Mai 2017     | Vivian Naefe          | Mathias Klaschka | 5,19 Mio. (18,0 % MA) | Von Erholung war nie die Rede, August 2014       |
| 3   | Ihr seid natürlich eingeladen        | 28. Mai 2018     | Thomas Nennstiel      | Alexander Dydyna | 5,28 Mio. (20,1 % MA) | Ihr seid natürlich eingeladen, Oktober 2016      |
| 4   | Wir machen Abitur                    | 16. Dez. 2019    | Thomas Nennstiel      | Florian Hanig    | 4,98 Mio. (16,1 % MA) | Andere machen das beruflich, Oktober 2019        |
| 5   | Familie Bundschuh im Weihnachtschaos | 21. Dez. 2020    | Thomas Nennstiel      | Kerstin Cantz    | 6,60 Mio. (19,0 % MA) | –                                                |
| 6   | Woanders ist es auch nicht ruhiger   | 6. Dez. 2021     | Thomas Nennstiel      | Stefan Kuhlmann  | 6,15 Mio. (20,1 % MA) | Woanders ist es auch nicht ruhiger, März 2021    |
| 7   | Unter Verschluss                     | 1. Sep. 2022     | Thomas Nennstiel      | Kerstin Cantz    | 3,86 Mio. (16,1 % MA) | –                                                |
| 8   | Bundschuh vs. Bundschuh              | 2. Okt. 2023     | Franziska Meyer Price | Stefan Kuhlmann  | 3,93 Mio. (16,2 % MA) | –                                                |
| 9   | Wir machen Camping                   | 19. Juni 2025    | Franziska Meyer Price | Stefan Kuhlmann  | –                     | –                                                |

## Kritik
„Im Grunde erzählen die Filme stets die gleiche Geschichte. Das Einzige, was sich ändert, sind die Rahmenbedingungen: Weihnachten, gemeinsamer Urlaub, Trauerfeier mit anschließender Hochzeit; die meisten Anlässe für ein Familienfest sind also abgehakt.“ „Sehenswert“ sind die Filme „in erster Linie wegen des Ensembles, das gar nicht erst versucht, gegen die jeweiligen Klischees der Rollen anzuspielen, sondern sie vielmehr auf die Spitze treibt.“ „Sawatzki ist außerdem eine angenehme Erzählerin, weshalb Gundulas gelegentliche Kommentare aus dem Off im Unterschied zu vielen anderen Filmen nicht stören, zumal sie die Handlung stets sinnvoll ergänzen. Heimlicher Star der Reihe ist trotzdem der fast stets an Nebenfiguren verschwendete Stephan Grossmann, der den wehleidigen Hadi mit kleinen Gesten fast in die Nähe einer Mitleidsfigur rücken würde, wenn der Mann nicht so eine Nervensäge wäre.“